# Zeria lawrencei
Espèce
Synonymes
- Solpuga lawrencei Roewer, 1933
- Solpuga lawrencei spatulata Lawrence, 1961

Zeria lawrencei est une espèce de solifuges de la famille des Solpugidae.

## Distribution
Cette espèce se rencontre en Namibie et en Angola.

## Description
Le mâle holotype mesure 30 mm.

## Liste des sous-espèces
Selon Solifuges of the World (version 1.0) :
- Zeria lawrencei lawrencei (Roewer, 1933)
- Zeria lawrencei spatulata (Lawrence, 1961)

## Publications originales
- Roewer, 1933 : Solifuga, Palpigrada. Dr. H.G. Bronn's Klassen und Ordnungen des Thier-Reichs, wissenschaftlich dargestellt in Wort und Bild. Akademische Verlagsgesellschaft M. B. H., Leipzig. Fünfter Band: Arthropoda; IV. Abeitlung: Arachnoidea und kleinere ihnen nahegestellte Arthropodengruppen, vol. 2/3, p. 161–480 (texte intégral).
- Lawrence, 1961  : New scorpions and solifuges from South West Africa and Angola. Kungliga Fysiografiska Sallskapets i Lund Forhandlingar, vol. 31, no 15, p. 147-160.